# Velika

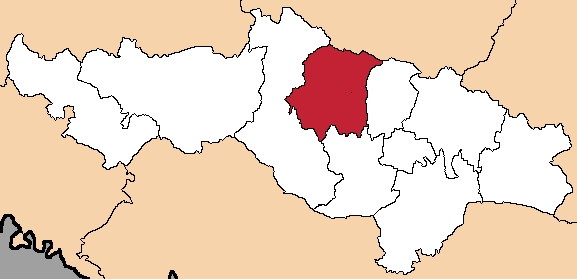
Lage der Gemeinde Velika in der Gespanschaft Požega-Slawonien

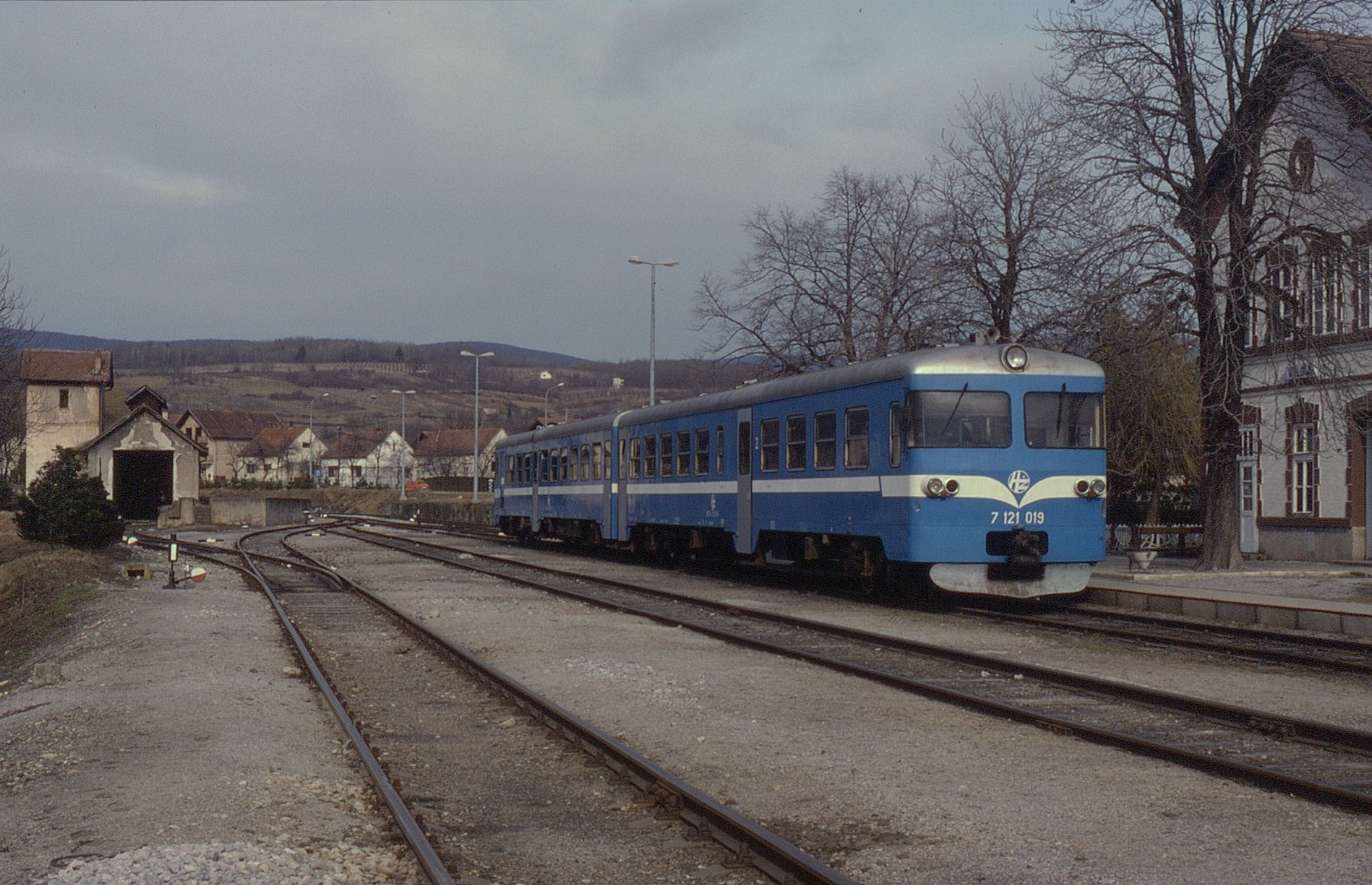
Bahnhofsgelände in Velika

Velika (südslaw. für Groß) ist eine Gemeinde in der Gespanschaft Požega-Slawonien in Kroatien. Neben dem gleichnamigen Hauptort umfasst die Gemeinde 23 weitere Siedlungen. Sie hat 4.502 Einwohner (2021), davon 1.650 Einwohner im Hauptort.

## Siedlungen der Gemeinde
Laut der letzten Volkszählung von 2021 hatten alle Ortschaften der Gemeinde Velika zusammen 4.502 Einwohner. Sechs Dörfer hatten weniger als 10 Einwohner und sind vom Aussterben bedroht, eins davon hatte 2021 gar keinen Einwohner mehr.
- Antunovac – 103
- Biškupci – 320
- Bratuljevci – 13
- Doljanci – 74
- Draga – 218
- Gornji Vrhovci – 8
- Kantrovci – 21
- Klisa – 0
- Lučinci – 42
- Markovac – 2
- Milanovac – 35
- Milivojevci – 12
- Nježić – 1
- Oljasi – 47
- Ozdakovci – 3
- Poljanska – 77
- Potočani – 159
- Radovanci – 409
- Smoljanovci – 5
- Stražeman – 179
- Toranj – 137
- Trenkovo – 672
- Trnovac – 315
- Velika – 1650

## Geschichte

### Vorgeschichte
Velika wurde bereits in der Übergangszeit der Jungsteinzeit zur Kupfersteinzeit durch Menschen besiedelt. Im Dorf Potočani fand man in einer Grube ein 6200 Jahre altes Massengrab aus dieser Zeit mit mindestens 41 Skeletten (21 männliche, 20 weibliche; etwa die Hälfte Kinder und Jugendliche) ohne Beigaben. Getötet wurden sie durch kampfloses Erschlagen mit verschiedenen Waffen und Werkzeugen.
DNA-Analysen der Knochen ergaben 2021, dass sie einer großen Population von hunderttausenden Menschen angehörten, nur 30 % waren miteinander verwandt. Der Erbguthintergrund weist auf jungsteinzeitliche Bauern aus Anatolien hin, knapp zehn Prozent westeuropäisches Jäger- und Sammler-Erbe hat sich hineingemischt. Untersuchungen anderer Massengräber sind geplant.
An einer anderen Ausgrabungsstätte wurde die Besiedlung während der Latènezeit durch Menschen in dieser Gegend nachgewiesen. Des Weiteren wurden bei Ausgrabungen südlich eines Hanges in der Nähe des Ortes zahlreiche archäologische Artefakte aus der Bronzezeit gefunden. Außerdem fand man an mehreren Stellen einer römischen Siedlung Spuren der Römerzeit und entdeckte dabei verschiedene Bronzemünzen aus dem 3. und 4. Jahrhundert. Zu den weiteren Exponaten gehörten einige Keramikfragmente und Münzen.

### Mittelalter
Veliki wird urkundlich erstmals 1332 erwähnt. Im Jahr 1536 wurde die Ortschaft und die gleichnamige Burg von den Türken erobert und besetzt. Die türkische Herrschaft hielt 163 Jahre und wurde während des Großen Türkenkrieges und nach dem Frieden von Karlowitz von ihnen wieder befreit. Danach wurde Veliki Teil der Habsburgermonarchie und wurde in die Militärgrenze eingegliedert.

### Frühneuzeit
Seit Anfang des 18. Jahrhunderts gehörte der Ort zum Komitat Požega. Am Ende des Ersten Weltkrieges im Jahr 1918 wurde die Region Teil des neu entstandenen Staates der Slowenen, Kroaten und Serben. Kurze Zeit später gehörte Veliki zum Königreich Jugoslawien.

## Bevölkerung
Die Einwohnerzahl laut Volkszählung von 2011 betrug 5607 Einwohner, von denen 95,15 % Kroaten waren.
| 1857 | 1869 | 1880 | 1890 | 1900 | 1910 | 1921  | 1931  | 1948  | 1953  | 1961  | 1971  | 1981  | 1991  | 2001  | 2011  |
| 874  | 908  | 864  | 821  | 893  | 890  | 1.024 | 1.084 | 1.073 | 1.182 | 1.371 | 1.524 | 1.889 | 2.084 | 2.249 | 2.117 |

## Sehenswürdigkeiten
- Die Kirche des Heiligen Augustinus wurde bereits im 14. Jahrhundert errichtet und im 18. Jahrhundert barockisiert. Bei dem Gotteshaus handelt es sich um ein einschiffiges gotisches Gebäude das neben dem ehemaligen Franziskanerkloster erbaut wurde. Die Kirche hat einen Glockenturm und im obersten Stockwerk befindet sich eine mechanische Glockenuhr. Im Inneren blieben gotische Details wie ein Triumphbogen und eine Kapitelle erhalten.[7]
- Die ehemalige Burg und heutige Burgruine nahe dem Ort Velika befindet sich auf einem Hügel und wurde im 15. Jahrhundert erbaut. Der Grundriss der Ruine hat die Form eines Rechtecks mit einem dreieckigen Anbau. Die Anlage wurde aus massiven, zerbrochenen und erhitzten Steinen errichtet. In den letzten Jahren wurde an der Erhaltung des Kulturdenkmals gearbeitet.[8]